# Ну (кана)
ぬ в хирагане и ヌ в катакане — символы японской каны, используемые для записи ровно одной моры. В системе Поливанова записывается кириллицей: «ну», в международном фонетическом алфавите звучание записывается: /nɯ/. В современном японском языке находится на двадцать третьем месте в слоговой азбуке.

## Происхождение
ぬ и ヌ появились в результате упрощённого написания кандзи 奴.

## Написание
|  |  |

## Коды символов вкодировках
- Юникод:
  - ぬ: U+306C,
  - ヌ: U+30CC.